# Air One
Air One (IATA: AP, OACI: ADH) va ser una línia aèria italiana amb vols regulars de baix cost i xàrter amb base a Roma, creada el 1983 i fusionada amb Alitalia el 2014. Operava una extensiva xarxa de vols domèstics programats d'alta freqüència i vols xàrter internacionals. Les seves principals bases foren a Catània, a Palerm, a Pisa, a Venècia i a Verona.

## Història
Air One va començar les seves operacions com Aliadriatica, que es va establir en Pescara el 1983 per operar com una escola de vol i proveint serveis de taxi aeri i posteriorment serveis regionals regulars. Amb l'adquisició del seu primer Boeing 737-200 al juny de 1994, Aliadriatica va iniciar operacions regulars i xàrter. El 23 de novembre de 1995, el nou nom d'Air One va ser adoptat i la línia aèria va començar a operar vols regulars entre Roma i Milà, afegint el servei al d'Alitalia, l'única una altra empresa autoritzada per operar vols d'aquesta classe.
El 1996, el primer any complet d'operacions, van ser transportats 713,000 passatgers i la línia aèria es va expandir ràpidament. El 2000 Air One va anunciar una associació amb Lufthansa i quasi tots els vols d'Air One van passar a ser de codi compartit amb Lufthansa. Air One va transportar 4,951,774 de passatgers el 2003 (programats i xàrter), un increment del 21,8% respecte al 2002. La línia aèria és propietat del Gruppo Toto (99%). Va abandonar les rutes que parteixen de Trapani cap a Catània, Lampedusa i Pantel·leria cap a finals de maig de 2006. De l'11 de desembre de 2008, l'empresa va passar a formar part d'Alitalia - Compagnia Aèria Italiana, la nova companyia aèria ara completament privatitzada.
El 3 de juliol 2013 per part de l'administrador delegat d'Alitalia Gabriele Del Torchio, i el president Colaninno van presentar la nova planta de Fiumicino. En aquesta base també hi ha una reorganització de la funció d'Air One. Per exemple, s'espera un canvi en el nom, el logotipus i els colors de la línia aèria de baix cost. El «nou» Air One estarà dedicat als vols de punt a punt, tant nacionals com internacionals, se centrarà en totes les vendes a través del web i tindrà dos tipus (Easy i Plus) per satisfer a tothom. El 26 d'octubre 2013 es presenta el primer senyal de l'aplicació del pla, Air One ha tancat la seva base a l'Aeroport de Milà-Malpensa i ha anunciat gestions per obrir una nova a l'aeroport de Palerm al març de 2014.

## Destins

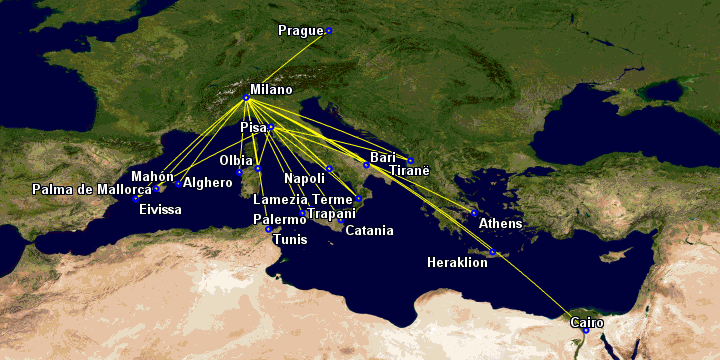
Xarxa d'Air One (2011).

Air One opera serveis als següents destins: 
- Destins domèstics programats: Albenga, l'Alguer, Bari, Bolonya, Bríndisi, Càller, Catània, Cagliari, Cuneo, Florència, Gènova, Lamezia Terme, Lampedusa, Milà, Nàpols, Olbia, Palerm, Pantel·leria, Pescara, Pisa, Reggio de Calàbria, Roma, Trapani, Trieste, Torí, Venècia, Verona.
- Destins internacionals programats: Atenes, Barcelona, Berlín, Casablanca, Copenhaguen, Düsseldorf, Eivissa, Istanbul, Londres, Lió, Mònaco, Moscou, Praga, Palma, París, Sant Petersburg, Tirana, Viena.

Serveis entre Milà i l'aeroport de la Ciutat de Londres van ser llançats utilitzant un Avro RJ70 (llogats a Transwede Airways). La línia aèria també té serveis de llarg abast des de començaments del 2007, amb base a Roma per vols amb destins de l'Amèrica del Nord i de l'Amèrica del Sud. A partir de l'1 de juliol de 2011, Air One va obrir una nova base a l'aeroport de Pisa que es connecta amb 8 destins com ara Atenes.

## Flota

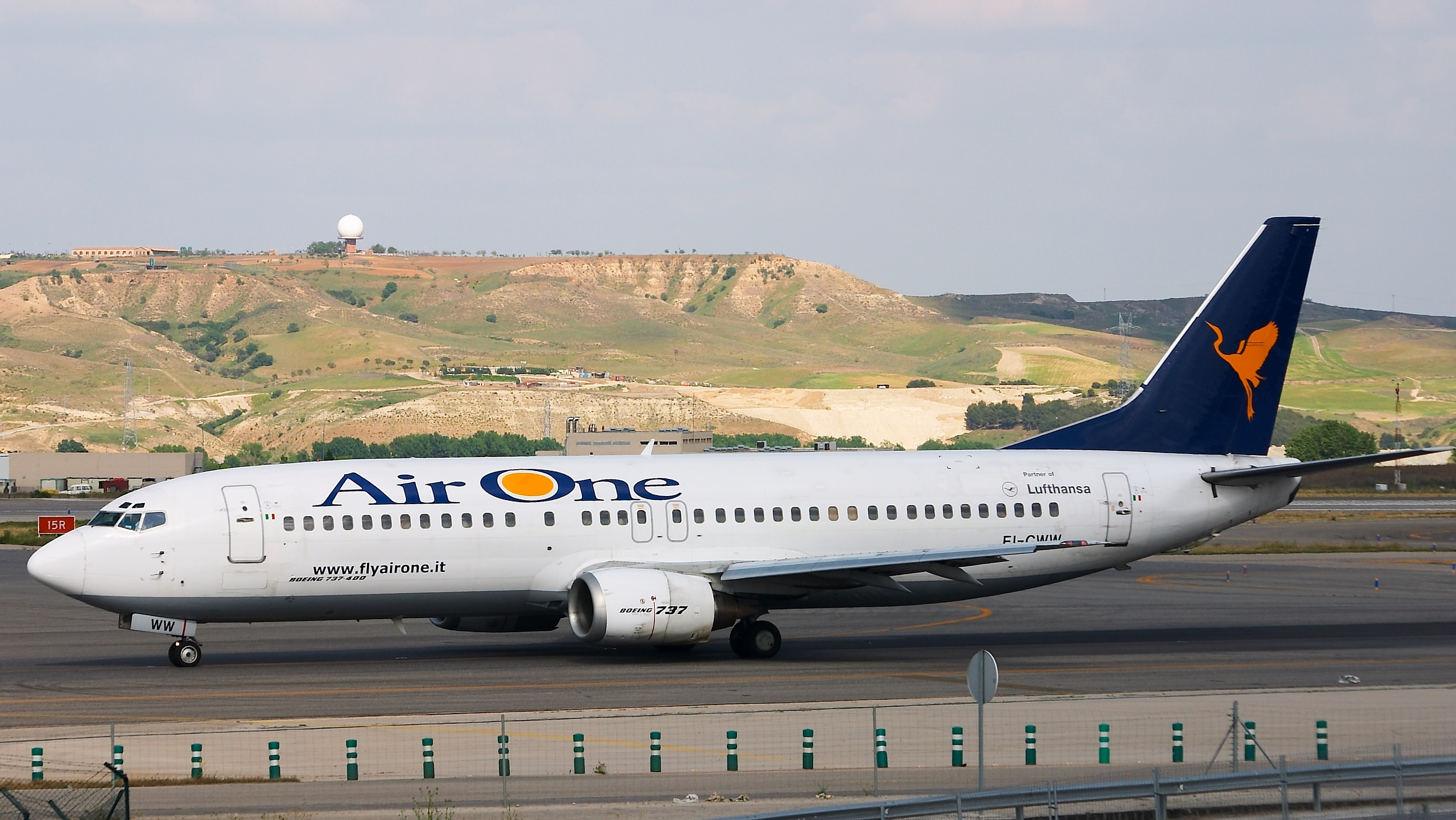
Boeing 737-400 d'Air One a l'Aeroport de Barajas, Madrid.

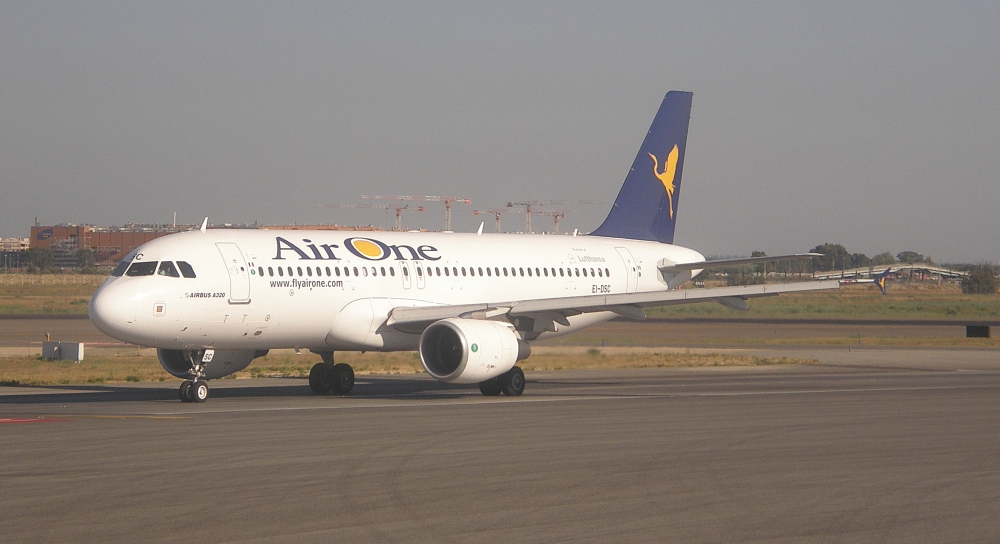
Airbus A320 d'Air One

- Dos Airbus A320 van ser llogats el 2004 i tornats.
- El desembre de 2009, la flota d'Air One comptava amb una mitjana d'edat de 7.6 anys.[1]
- Des del 2014 la flota d'Air One es distribueix amb 3 avions a Catània, 2 a Palerm, 2 a Pisa i 2 a Venècia-Marco Polo.
- El 13 de febrer 2014 es va anunciar una cinquena base d'operacions a l'Aeroport de Verona-Villafranca de Verona, on des de juny de 2014, ja té un Airbus 320.

La flota d'Air One inclou les següents aeronaus (a desembre de 2010):